# Thrinchus campanulatus
Thrinchus campanulatus är en insektsart som beskrevs av Fischer von Waldheim 1833. Thrinchus campanulatus ingår i släktet Thrinchus och familjen Pamphagidae.

## Underarter
Arten delas in i följande underarter:
- T. c. variegatus
- T. c. campanulatus